# Litosiderito

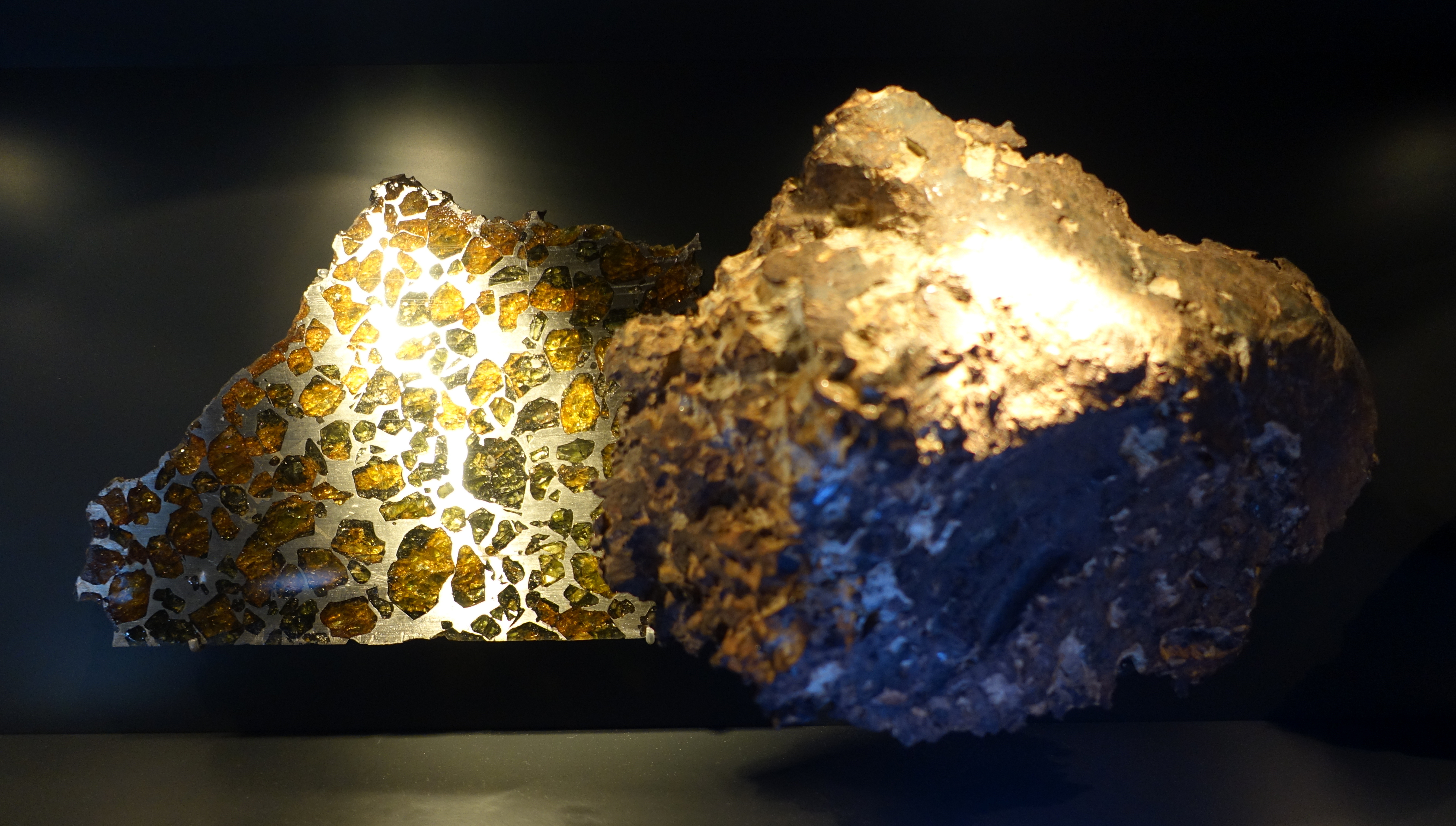
Litosideritos de pallasita: Esquel (Argentina, 1951), a la izquierda, e Imilac (Chile, 1822). Museo de Historia Natural de Berlín.

Los litosideritos, también conocidos como siderolitos, meteoritos mixtos o meteoritos pedregoso-metálicos, son un tipo de meteorito que tienen la misma proporción de metales de hierro (Fe) y níquel (Ni) y de rocas silicatadas, y representan un 1,5% de los meteoritos que caen a la Tierra y un 1,8% de la masa total de meteoritos. Se piensa que los materiales que se encuentran en el límite entre el núcleo y el manto terrestre pueden parecerse a los litosideritos, aunque no existen evidencias directas que corroboren esta afirmación.
Se suelen dividir en dos grupos que no están relacionados entre sí: las pallasitas (o palasitas) y las mesosideritas. Sin embargo, hay ciertos tipos de meteoritos clasificados dentro de los meteoritos férricos y de los meteoritos rocosos que, por la proporción que presentan de metales y silicatos, podrían considerarse litosideritos, como son los siderofiros, las lodranitas y las bencubbinitas.

## Los litosideritos dentro de los meteoritos

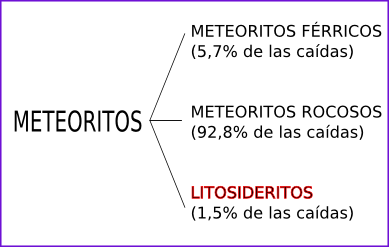
Clasificación de meteoritos.

Los meteoritos se suelen dividir en tres grandes grupos según su composición:
- Meteoritos férricos: Representan el 5,7% de las caídas de meteoritos, y se caracterizan por estar formados casi exclusivamente por metales de Fe y Ni.[8]
- Meteoritos rocosos: Representan el 92,8% de las caídas de meteoritos, y se caracterizan por estar formados casi exclusivamente por roca.[9]
- Litosideritos: Representan el 1,5% de las caídas de meteoritos, poseen una composición intermedia entre los dos grupos anteriores.

## Clasificación

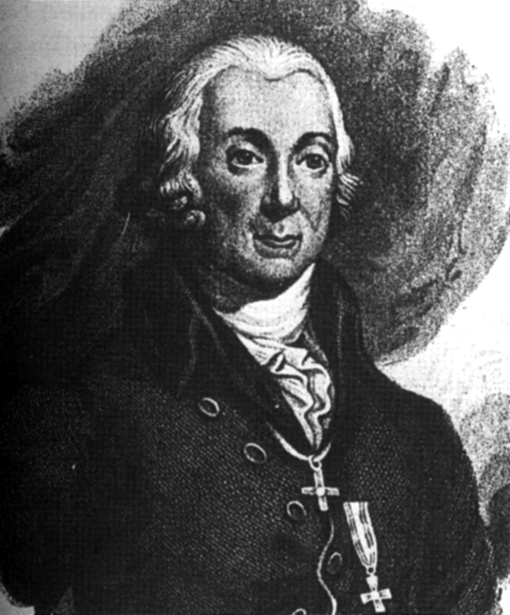
Peter Simon Pallas (1741-1811), naturalista que estudió el meteorito Krasnoyarsk.

Los litosideritos se dividen en dos grupos, tomando como criterio el modo en que se formaron: las pallasitas y los mesosideritos.

### Pallasitas
Las pallasitas deben su nombre al naturalista alemán Peter Simon Pallas, que en 1772 estudió un fragmento de Fe que se había encontrado en las montañas cercanas a Krasnoyarsk. Con el paso de los años se comprobó que se trataba de un meteorito. Contienen gran cantidad de olivinos englobados en una matriz de Fe y Ni, pese a que existen ejemplares en los que el olivino es escaso o incluso inexistente. Los cristales de olivino son de color verde, aunque pueden presentar otros colores, como el amarillo, el marrón o el dorado si han sufrido procesos de meteorización en la superficie terrestre. La forma de los olivinos es angulosa en el 79% de las pallasitas y redondeada en el resto, y presentan un diámetro promedio de unos 4 mm.
Parece ser que las pallasitas son restos del límite entre el manto y el núcleo de algún asteroide.
En función de la relación de isótopos de oxígeno (O), la mineralogía y la composición de los metales, se han definido tres tipos de pallasitas:
- Pallasitas del Grupo Principal (MGP, Main Group Pallasites), representadas por 45 ejemplares;
- El grupo de Pallasitas de Eagle Station (PES, Pallasites Eagle Station o Eagle Station trio), representado por los meteoritos Cold Bay, Eagle Station e Itzawisis; y
- Las pallasitas de piroxeno, definidas a partir de los meteoritos Vermilion y Yamato 8541.[14]

La existencia de estos tres tipos de pallasitas parece indicar que provienen de tres asteroides distintos.

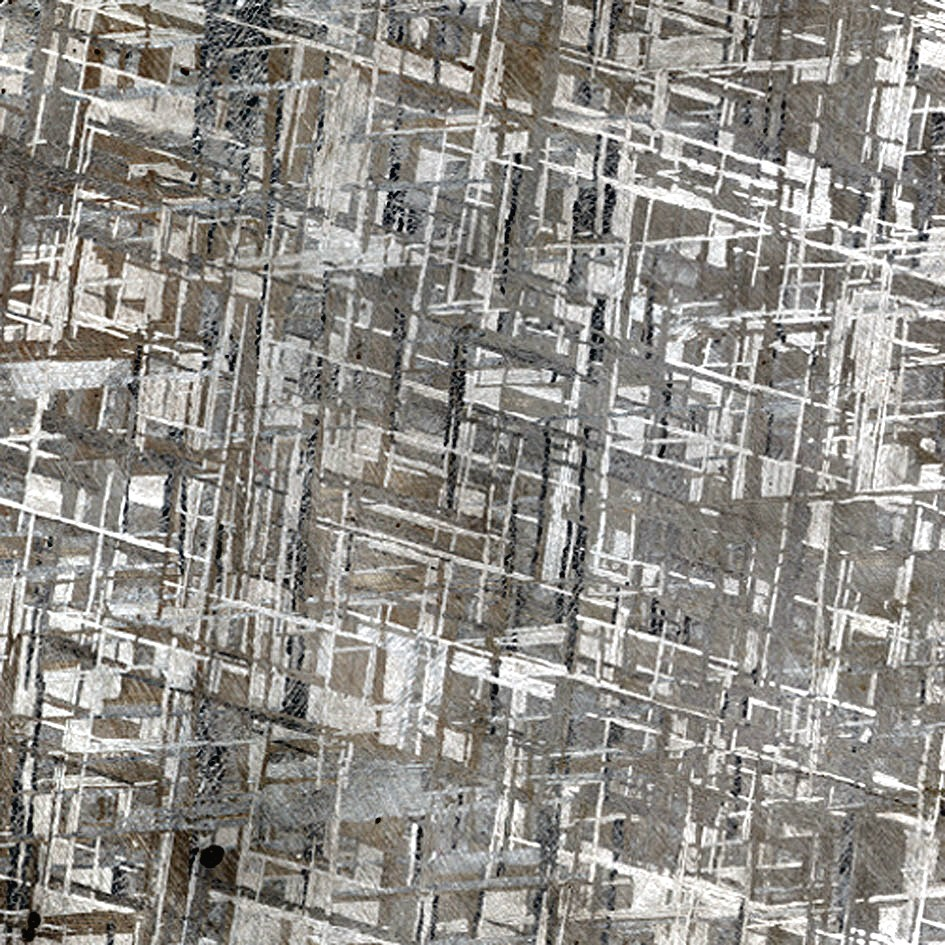
Estructura Widmanstätten en un meteorito.

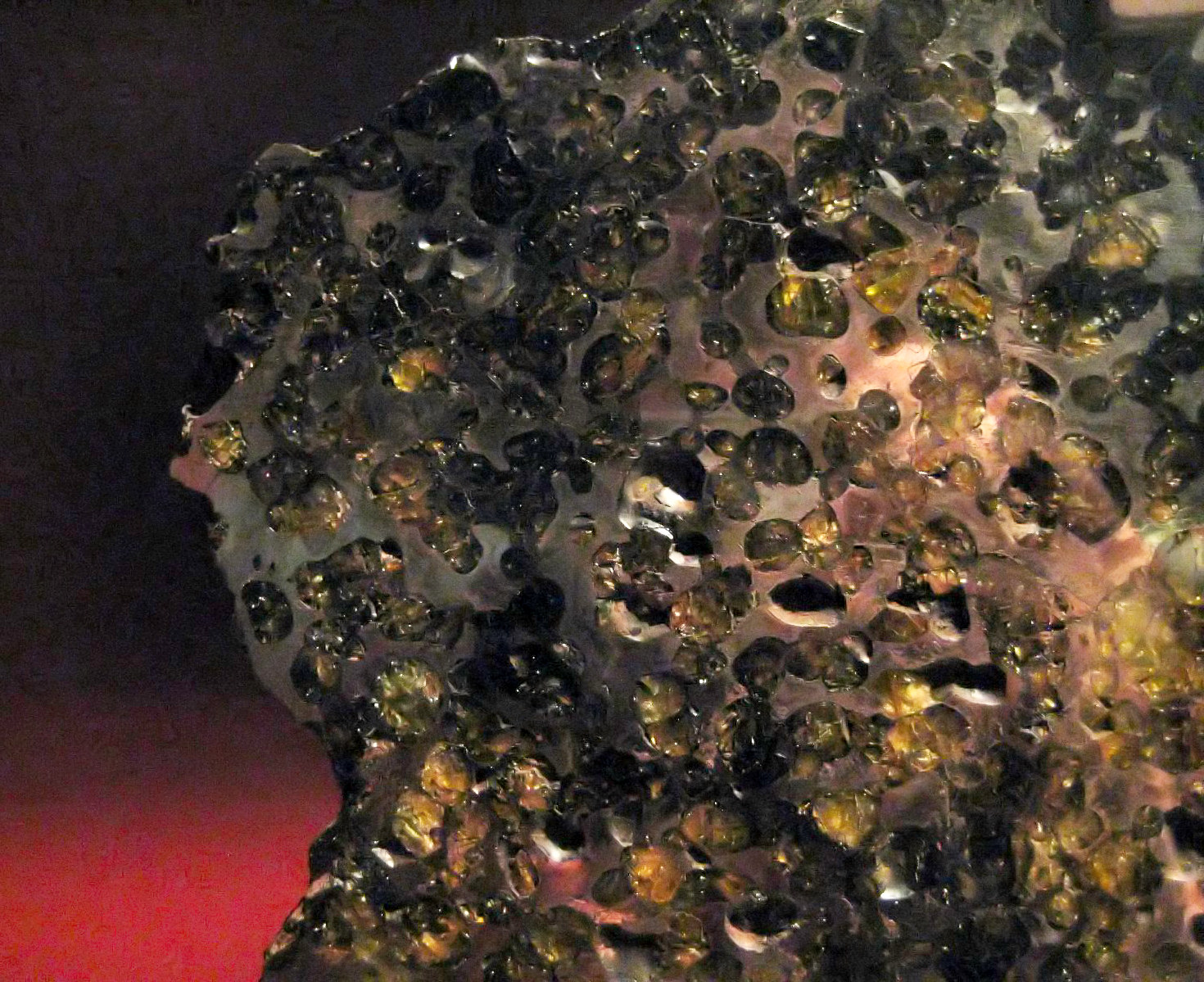
Meteorito Brenham, de tipo pallasita.

#### Pallasitas del Grupo Principal (MGP)
Presentan una cantidad variable de cristales de olivino rico en magnesio (Mg), englobados en una matriz de Fe-Ni que presenta estructuras de Widmanstätten (una estructura presente en materiales como la ferrita, producida por un enfriamiento rápido), con una relación en volumen de olivino-metal de 2 a 1. La composición del metal es similar a la de los meteoritos férricos ricos en Ni del grupo IIIAB.

#### Pallasitas Eagle Station (PES)
Las pallasitas Eagle Station se denominan así por un meteorito que se encontró en dicha localidad, en el estado de Kentucky, en 1880. En este grupo se incluyen los meteoritos Eagle Station, Cold Bay e Itzawisis, y se caracteriza por presentar gran cantidad de olivino rico en Fe, englobado en una matriz de Fe-Ni. Las cantidades presentes de Ni son las más altas de todas la pallasitas, y también muestran una gran abundancia de iridio (Ir). El metal es parecido al del grupo de meteoritos férricos IIF.

#### Pallasitas de piroxeno
A este grupo pertenecen dos ejemplares, los meteoritos Vermilion y Yamato 8541, y se distinguen por criterios petrológicos, presencia de elementos traza y la relación de isótopos de oxígeno. También poseen unos valores bajos en la relación FeO/MnO. Deben su nombre a la presencia de piroxenos, ya sea como inclusiones en los cristales de olivino o como granos, tanto en la matriz de Fe-Ni, como rodeando los olivinos.

### Mesosideritas

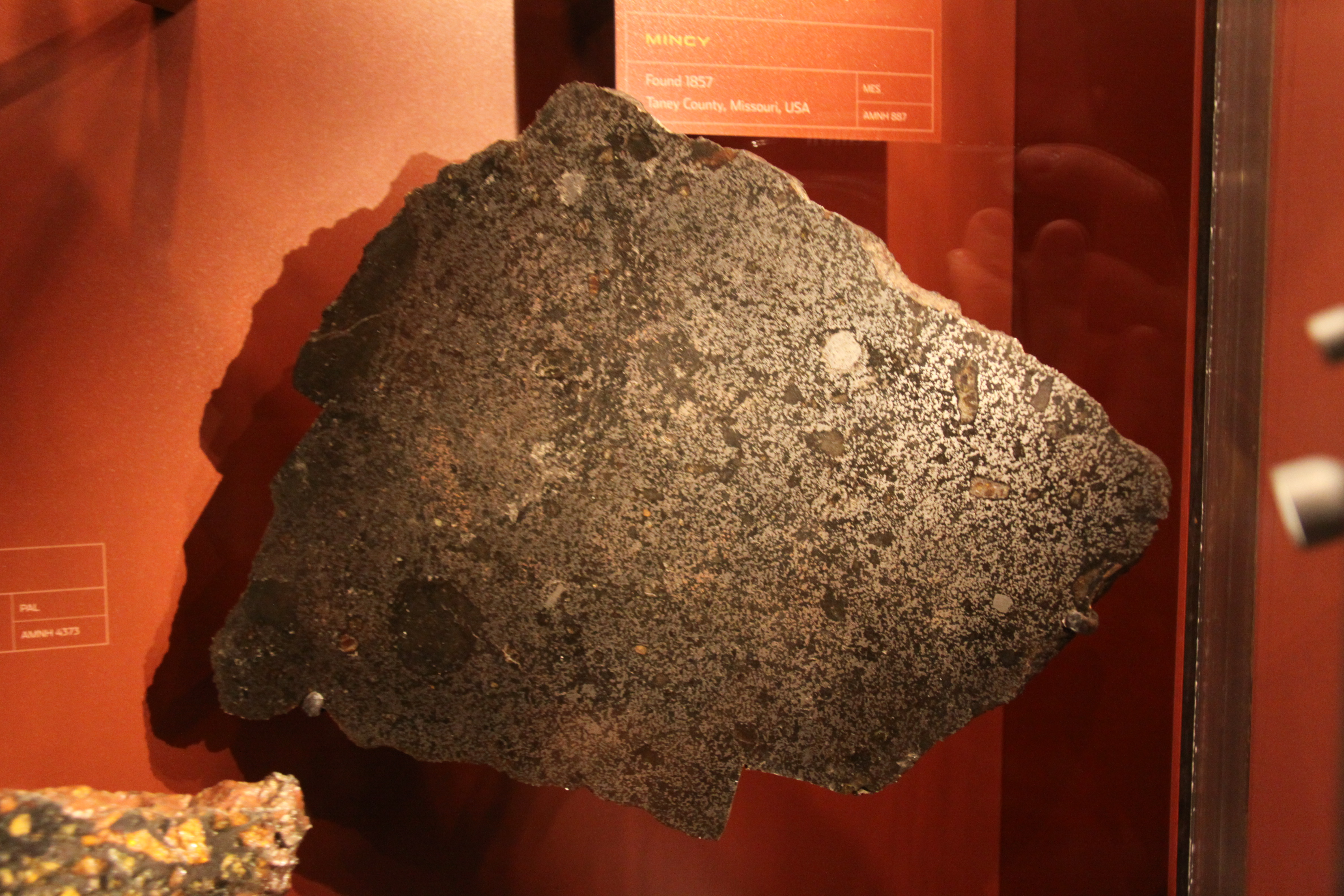
Mesosiderita Mincy, encontrada en 1857. Expuesta en el Museo Americano de Historia Natural.

Su nombre proviene del griego y significa "mitad de hierro". Están formadas por partes casi iguales de silicatos piroxeníticos y basálticos, y por metales de Fe y Ni, con poca cantidad de olivino, que se presenta en forma de brechas, lo que implica que son el resultado de múltiples impactos. La composición del metal presente es bastante uniforme (al contrario de lo que sucede en los meteoritos metálicos), y la composición de la fracción silicatada es muy parecida a la de las howarditas (un tipo de acondritas), pero con diferencias químicas que parecen indicar que están mezcladas con otro tipo de rocas.
Su origen puede deberse al impacto entre dos asteroides, en el que parte del núcleo metálico en estado líquido de uno de ellos se mezcló con los fragmentos de la corteza sólida del otro. Posiblemente uno de los asteroides implicados sea 4 Vesta.

## Siderofiros, lodranitas y bencubbinitas
Estos tipos de meteoritos se suelen considerar en las clasificaciones como meteoritos férricos y rocosos; pero, por las proporciones de silicatos y Fe-Ni que presentan, podrían considerarse litosideritos. De hecho, las lodranitas fueron consideradas así durante un tiempo, hasta que se demostró su similitud química, mineralógica y de relación de isótopos de O con las acapulcoitas, por lo que este grupo pasó a formar parte de las acondritas primitivas (un tipo de acondritas que no han sufrido procesos de diferenciación intensos). Las bencubbinitas se consideran condritas carbonáceas (condritas que contienen compuestos de carbono [C]) sobre la base de criterios químicos y mineralógicos, pero tienen una proporción de metales de Fe-Ni mayor al 50%. Los siderofiros se consideran meteoritos férricos del grupo IVA, con una matriz de Fe-Ni que engloba a piroxenos.

## Colecciones

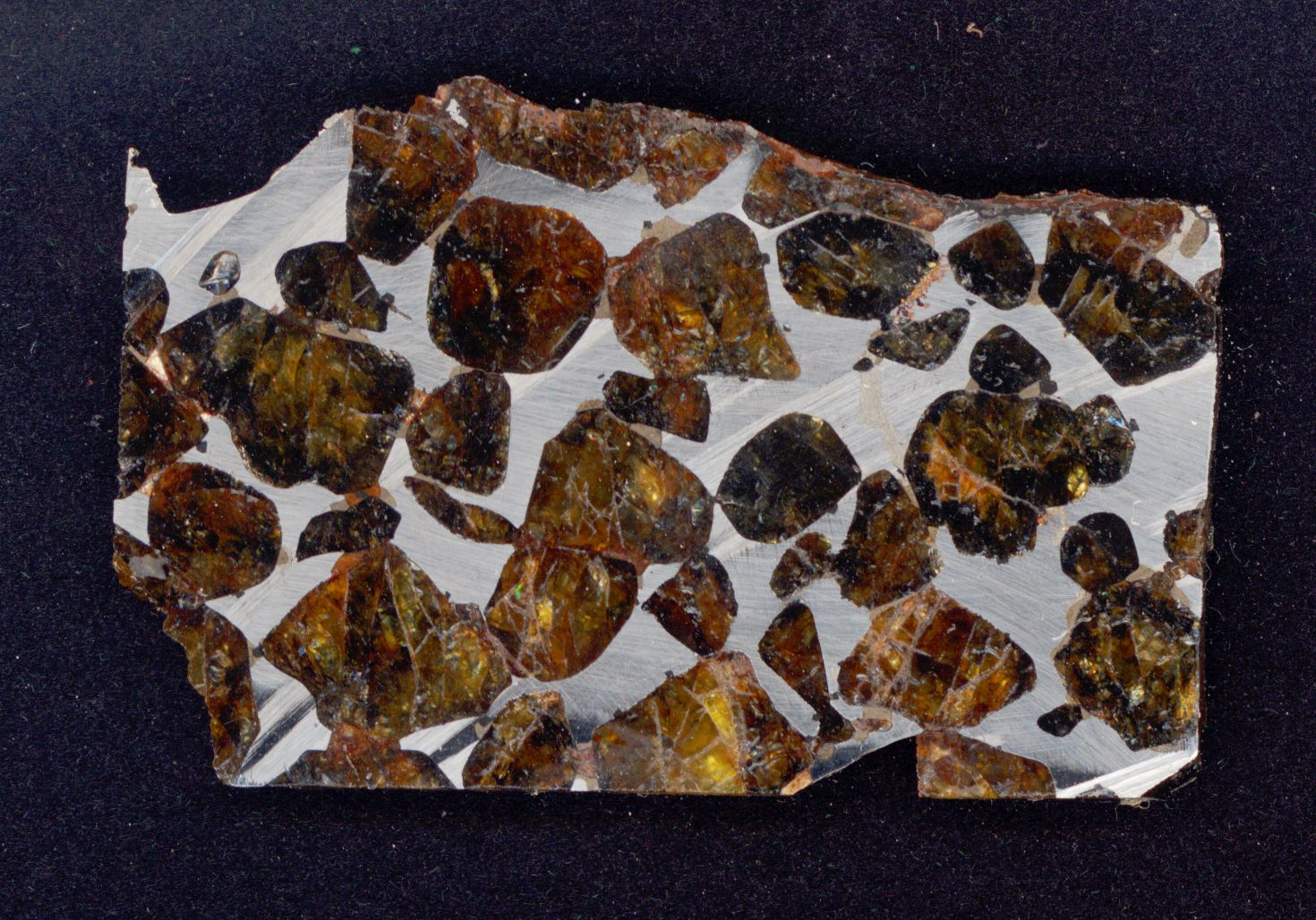
Pallasita cortada y pulida, donde se pueden apreciar los cristales de olivino en la matriz de Fe-Ni.

Las pallasitas se consideran como los meteoritos más bellos, sobre todo una vez cortadas y pulidas, lo que hace que sean una prioridad para los coleccionistas de meteoritos. Se pueden contemplar litosideritos, tanto pallasitas como mesosideritas, en el Museo de Meteoritos de la Universidad de Nuevo México. En el Museo Nacional de Historia Natural de la Institución Smithsoniana de Washington D. C. existe una colección de más de 17.000 meteoritos, incluidos litosideritos. En la colección del Museo Nacional de Ciencias Naturales de Madrid se puede observar la pallasita Krasnoyarsk, que fue estudiada por Peter Simon Pallas. En la Universidad Estatal de Arizona se puede visitar una de las colecciones más grandes del mundo, con ejemplares pertenecientes a más de 1.600 caídas de meteoritos, incluidas pallasitas como Esquel o Brenham, y mesosideritas como Vaca Muerta.